# 10801 Lüneburg
(10801) Luneburg, denumire internațională (10801) Lüneburg, este un asteroid din centura principală de asteroizi.

## Descriere
10801 Lüneburg este un asteroid din centura principală de asteroizi. A fost descoperit pe 23 septembrie 1992 la Tautenburg de Freimut Börngen. Asteroidul prezintă o orbită caracterizată de o semiaxă mare de 2,54 ua, o excentricitate de 0,16 și o înclinație de 4,5° în raport cu ecliptica.